# Vitatott státuszú területek
Ez a cikk a vitatott államiságú területeket és nem de facto államok vagy a területi viták felsorolását tartalmazza. A de facto államok teljes felsorolását lásd a nemzetközileg el nem ismert de facto országok cikkben, a területi viták nem-teljes felsorolását pedig a Területi viták listája cikkben.
- Máltai lovagrend – 105 ország kapcsolatban áll vele, ezek közül 100 rendes diplomáciai kapcsolatban, egyesek a világ legkisebb országának, mások speciális nemzetközi jogalanynak tartják, az ENSZ nem ismeri el országnak, hanem mint különleges testületnek állandó megfigyelői státuszt biztosít.
- Nyugat-Szahara – 49 ország ismeri el, elismeri az Afrikai Unió is, de facto területének csaknem egésze Marokkó irányítása alatt áll, az ENSZ nem ismeri el országként, a dekolonizációra váró gyarmati területek listáján szerepelteti.
- Palesztina (Ciszjordánia és Gázai övezet) – az országok több mint fele elismeri, jelenleg Izrael szuverenitása alá tartozó félautonóm államkezdemény, az ENSZ nem ismeri el országnak, hanem mint különleges testületnek állandó megfigyelői státuszt biztosít.

## Vitatott státuszú területek főbb adatai
| Név              | Terület (km²)           | Lakosság (fő)                     | Főváros             | Szárazföldi határ (km) | Partvonal (km) | Határok                                        | Státusz |
| ---------------- | ----------------------- | --------------------------------- | ------------------- | ---------------------- | -------------- | ---------------------------------------------- | --- |
| Katalónia        | 32 108 km               | 7 522 596                         | Barcelona           | ???                    | 580            | 3: · Andorra, · Spanyolország, · Franciaország | A helyi parlament kikiáltotta függetlenségét, majd rögtön vissza is vonta azt, mivel a spanyol alkotmány értelmében a spanyol kormánynak joga van felfüggeszteni bármely régió önrendelkezését (155. cikkely), ha az nem tartja tiszteletben az alkotmány másik pontját, miszerint Spanyolország területi integritása megkérdőjelezhetetlen. |
| Máltai lovagrend | <1                      | 12 500                            | Róma                | <1                     | 0              | 1: · Olaszország                               | Vitatott államiság. Magyarország elismeri. |
| Nyugat-Szahara   | 266 000 ?               | 382 617 30 000                    | El Ajún Bir Lehlou  | 2 046                  | 1 110          | 3: · Algéria, · Marokkó, · Mauritánia          | Az ENSZ gyarmati területek listájában szerepel. Magyarország nem ismeri el. |
| Palesztina       | 6 219 1 356 1 406 3 457 | 3 803 686 2 806 630 987 149 9 907 | Rámalláh Jeruzsálem | 466                    | 40             | 3: · Egyiptom, · Izrael, · Jordánia            | Autonóm államkezdemény. Magyarország elismeri. |